# 花ざかりの君たちへ (テレビドラマ)
『花ざかりの君たちへ〜イケメン♂パラダイス〜』（はなざかりのきみたちへ イケメンパラダイス）は、中条比紗也の漫画作品『花ざかりの君たちへ』を原作とする2007年に放送された堀北真希主演によるテレビドラマ。
2011年に放送された『花ざかりの君たちへ〜イケメン☆パラダイス〜2011』および2006年に放送された台湾ドラマ版『花樣少年少女』、2012年に放送された韓国ドラマ版『花ざかりの君たちへ For You In Full Blossom』についても本項で扱う。

## 花ざかりの君たちへ（2007年版）
『花ざかりの君たちへ〜イケメン♂パラダイス〜』のタイトルで、2007年7月3日から9月18日まで、フジテレビ系列で火曜 21:00 - 21:54（JST）に連続テレビドラマとして放映された。この枠では『WATER BOYS2』以来となる最終回の2時間スペシャルが放送された。後述のスペシャル版を含め映像はハイビジョン制作。火曜9時枠ドラマでデータ放送が未実施の最後の作品となる。ロケは同年5月下旬から9月上旬まで実施された。
なお、系列外局の青森放送（日本テレビ系列）では2007年10月6日から12月22日まで土曜 12:00 - 12:55、テレビ山口（TBS系列）では2007年12月4日から2008年2月26日まで火曜 0:40 - 1:35（月曜深夜）、山梨放送（日本テレビ系列）では2008年7月17日から8月6日まで平日 14:55 - 15:50、青森朝日放送（テレビ朝日系列）では2012年11月1日から11月16日まで平日 14:55 - 15:50で放送されていた。青森県内では前述の通り青森放送での放送実績があるため2度目の放送である。
ドラマ版の愛称は『イケパラ』『花ざかり』『花君』など。他にも、佐野泉役の小栗旬や中津秀一役の生田斗真らが、このドラマに対し『りの君』という愛称をつけている。
フジテレビや関西テレビでは、ドラマ放送中の8月中旬から既に月 - 金曜日15時台から一部再放送されていた。さらに最終回当日（2007年9月18日）15:00 - 15:58には事前番組として「最終回直前 緊急生放送スペシャル」が放送され、台湾ドラマ版『花樣少年少女』の佐野泉役の呉尊（飛輪海）と中津秀一役の汪東城（飛輪海）からメッセージが送られた。また、DVD-BOX（販売：ポニーキャニオン）の発売に合わせ、フジテレビや関西テレビでは12月24日から同月27日に再放送を行い、東海テレビなどのネット局でも年末や新年を中心に再放送された。
また他系列でありながら、MBS の関西ローカル情報番組『ちちんぷいぷい』の2007年9月18日放送分では生田斗真がVTR出演し、最終回の番宣が行われていた。同年8月29日放送分の日本テレビの関東ローカル情報番組『ラジかるッ』に生田が出演したときも番組内容に触れていた。
第54回『ザテレビジョンドラマアカデミー賞』の最優秀作品賞&最優秀主演女優賞（堀北真希）&最優秀助演男優賞（生田斗真）の3部門、第11回日刊スポーツ・ドラマグランプリの主演女優賞（堀北）&助演男優賞（生田）の2部門を受賞。
レギュラーシリーズ終了から約半年が経過した2008年3月に「卒業式&7と1/2（ななとにぶんのいち）話スペシャル」の製作が発表された。発表の翌日から約1か月間のロケを行い、同年10月12日21:00 - 23:15に放送された。
内容は瑞稀が女であることが発覚して桜咲学園を去った半年後から始まり、7話と8話の間のサイドストーリーである2007年8月15日からの夏休み最後の1週間および3寮長の卒業式のほか、レギュラーシリーズにはなかったサッカー大会などが描かれていた。前述のとおり、シャトーカミヤなどでのロケが3月中旬から4月にかけて行われていたため、学園のいたるところに満開の桜が咲いていた。
同スペシャルでは美波・萬田久子・ラモス瑠偉がゲスト出演していた。また、卒業式のシーンでは茨城県立土浦第二高等学校合唱部が出演しており、曲は「旅立ちの日に」だった。

### キャスト（2007年版）

#### 桜咲学園（2007年版）

##### 第二寮（2007年版）
- 芦屋 瑞稀（あしや みずき） - 堀北真希
- 佐野 泉（さの いずみ） - 小栗旬
- 中津 秀一（なかつ しゅういち） - 生田斗真
- 難波 南（なんば みなみ） - 水嶋ヒロ
- 萱島 大樹（かやしま たいき） - 山本裕典
- 関目 京悟（せきめ きょうご） - 岡田将生
- 中央 千里（なかお せんり） - 木村了
- 嵯峨 和真（さが かずま） - 溝端淳平[注 7]
- 野江 伸二（のえ しんじ） - 五十嵐隼士
- 京橋 新（きょうばし あらた） - 崎本大海
- 淀屋橋 太壱（よどやばし たいち）- 千代将太
- 嵐山 譲（あらしやま じょう） - 田島亮（現：田島優成）
- 淡輪 恭一（たんのわ きょういち） - 標永久
- 高井田 睦（たかいだ りく） - 岡田光
- 上新庄 樹（かみしんじょう いつき） - 池田純（現：池田純矢）
- 上野芝 奏太（うえのしば そうた） - 鈴木康太
- 水無瀬 学人（みなせ まなと） - 柴崎佳佑

##### 第一寮（2007年版）
- 天王寺 恵（てんのうじ めぐみ） - 石垣佑磨
- 大国町 光臣（だいこくちょう みつおみ） - 高橋光臣
- 北花田 航平（きたはなだ こうへい） - 武田航平
- 明石 総一郎（あかし そういちろう） - 鈴木亮平
- 帝塚山 翔太（てづかやま しょうた） - 佐藤雄一
- 七道 宗磨（しちどう そうま） - 西山宗佑
- 御殿山 左京（ごてんやま さきょう） - 早川諒
- 石切 寛人（いしきり ひろと） - 萩原達也
- 正雀 漣（しょうじゃく れん） - 松下幸司

##### 第三寮（2007年版）
- 姫島 正夫（ひめじま まさお、オスカー・M・姫島） - 姜暢雄
- 八尾 光（やお ひかる） - 加藤慶祐
- 今宮 昇（いまみや しょう） - 渡辺俊彦（現：桜野裕己）
- 四条 春樹（しじょう はるき） - 高橋優太
- 樟葉 淳之介（くずは じゅんのすけ） - 松田祥一
- 西院 司（さいいん つかさ） - 宮田直樹
- 扇町 太陽（おうぎまち たいよう） - 古原靖久[注 8]
- 貝塚 こうへい（かいづか こうへい） - 尾嶋直哉
- 帷子ノ辻 健（かたびらのつじ けん） - 中田祐矢
- 香里園 源治（こうりえん げんじ） - 川上祐

##### 教員
- 椿校長 - 松田聖子（特別出演、第1話・最終話・スペシャル）
- 猿渡教頭 - 宇梶剛士（第1話 - 第4話・第8話 - 最終話・スペシャル）
- 吉岡先生 - 小林すすむ（第1話・第2話・第8話・第10話 - 最終話）
- 梅田 北斗（うめだ ほくと） - 上川隆也
- 北浜 昇（きたはま のぼる） - 稲垣吾郎（特別出演、第9話）

#### 他校の生徒

##### 桃郷学院（2007年版）
- 神楽坂 真言（かぐらざか まこと） - 城田優

##### 聖ブロッサム学園（2007年版）
- 花屋敷 ひばり（はなやしき ひばり） - 岩佐真悠子
- 尼崎 カンナ（あまがさき カンナ） - 桐谷美玲
- 今池 こまり（いまいけ こまり） - 黒瀬真奈美
- 阿部野 エリカ（あべの エリカ） - 平愛梨
- 岸里 樹里（きしのさと じゅり） - 松田まどか

#### その他の登場人物（2007年版）
- 原 秋葉（はら あきは） - 紺野まひる
- 芦屋 静稀（あしや しずき） - 岡田義徳（第3話・第4話・スペシャル）
- 芦屋 拓見（あしや たくみ） - 山崎一（第6話・スペシャル）
- 芦屋 英子（あしや えいこ） - 筒井真理子（第6話・スペシャル）
- 難波 伊緒（なんば いお） - 森口瑤子（第5話・第7話・第8話）
- 田辺 可南子（たなべ かなこ） - 原田夏希（第5話）
- 佐野 森（さの しん） - 大東俊介（第3話・第4話・第10話 - 最終話）
- 佐野 岳彦（さの たけひこ） - 杉本哲太（第10話 - 最終話）
- 裕次郎（ゆうじろう） - ゴールデン・レトリバーのベス
- ジュリア・マックスウェル - 美波（スペシャル）
- 中津 かの子（なかつ かのこ） - 萬田久子（スペシャル）
- サッカー監督 - ラモス瑠偉（スペシャル）
- ナレーション：森山周一郎（第2話 - 最終話）
- 番宣ナレーター：福山潤

### 楽曲

#### 主題歌（2007年版）
大塚愛「PEACH」（avex trax）

#### オープニングテーマ
ORANGE RANGE「イケナイ太陽」（gr8! records）

### スタッフ（2007年版）
- 原作：中条比紗也『花ざかりの君たちへ』（白泉社・花とゆめコミックス）
- 脚本：武藤将吾
- 脚本協力：山浦雅大（第8話、第10話）
- 企画：後藤博幸
- プロデュース：森安彩
- 演出：松田秀知、都築淳一、佐藤源太
- 演出補：小山田雅和、佐藤さやか、淵上正人、鈴村展弘
- スケジュール：徳市敏之
- 音楽：河野伸、髙見優
- 音楽プロデュース：志田博英
- 音楽協力：フジパシフィック音楽出版
- スタントコーディネート：釼持誠
- 制作：フジテレビ・共同テレビ

### ロケ地

#### 桜咲学園校舎
シャトーカミヤ（茨城県牛久市にあるワイン醸造所）
- 表道側のトンネルの上の文字「CHATEAU D.KAMIYA」の上から板で「OHSAKAGAKUEN」と書き換えられている。
- 校長室のシーンは現地で撮影し、教室や保健室などはセットを使用した。
- 寮では出入り口のシーンのみ現地で撮影し、他はセットを使用した。

#### 桜咲学園 大ホール
品川プリンスホテル クラブeX（品川区）

#### グラウンド
龍ケ崎市陸上競技場たつのこフィールド（茨城県龍ケ崎市）

#### 第二グラウンド
多摩市立陸上競技場（東京都多摩市）スペシャルのみ使用

#### 陸上部夏季合宿グラウンド
上柚木公園陸上競技場（東京都八王子市）第5話のみ使用

#### プール
さがみはらグリーンプール（神奈川県相模原市）スペシャルのみ使用

#### 桃郷学院 校舎
体育館：流通経済大学（茨城県龍ケ崎市）

#### 病院内
つくばセントラル病院（茨城県牛久市）

#### 海水浴場
岩井海岸（千葉県南房総市）第5話のみ使用

#### その他のロケ地
愛国学園大学附属龍ヶ崎高等学校（茨城県龍ケ崎市）
成田国際空港（千葉県成田市）等が使用された。

### 関連番組
スペシャル版放送に先立ち東京都内で試写会が行われたほか、以下の関連番組も放送されている（いずれも関東ローカルのみ）。
- 堀北真希と南海ひょうたん島10人の子供達〜ここは僕らのイケてるパラダイス!〜（10月10日深夜放送）
  - 堀北が九州の南に位置する離島（口永良部島）の学校を訪問し10人の子供たちと交流する内容で、12月にはDVDも発売されている。
- イケメンサバイバルツアー（10月12日夕方放送）
  - メンバーのうち、溝端淳平・武田航平・加藤慶祐などが出演していた。

### その他
- 第8話で秋葉が『an・an』（マガジンハウス）のイケメン特集に掲載するために撮影した瑞稀・佐野・中津・難波の写真が、2007年8月10日に発売された同誌の1573号「超最新版!血液型でわかる本当のあなた」でメインキャストによる血液型トークのページに掲載された。
- ジャニーズ事務所の肖像権の管理の都合上、公式ホームページの相関図の生田の写真は原作の中津の絵になっている。また、各出演者の直筆メッセージを掲載するページにおいても、生田の部分についてはテキストに差し替えられている。ただエイベックスのホームページの中のサウンドトラック紹介欄には生田が他の堀北や小栗ら生徒役の俳優たちと一緒に映っているジャケット写真が掲載されている。
- このドラマの撮影に当たり、堀北は男子生徒の役で下着の線が見えるのは不自然だという理由で、下着を着用せずに撮影に臨んだ。ただし、乳首が透けるのを防止するためニップレスは着用した[要出典]。
- 2020年2月に行われ、300人が投票に参加した「生田斗真の歴代出演ドラマ人気ランキング」では、『ウロボロス〜この愛こそ、正義。』や『魔王』らを凌ぎ1位を獲得した[2]。

### 放送日程（2007年版）

#### 連続ドラマ
| 各話                                                       | 放送日         | サブタイトル     | 演出     | 視聴率 |
| ---------------------------------------------------------- | -------------- | ---------------- | -------- | ------ |
| 第1話                                                      | 2007年07月03日 | 禁断の男子寮突入 | 松田秀知 | 15.9%  |
| 第2話                                                      | 7月10日        | イケナイkiss     | 松田秀知 | 16.8%  |
| 第3話                                                      | 7月17日        | 猟奇的なアニキ!  | 都築淳一 | 16.5%  |
| 第4話                                                      | 7月24日        | アブナイ3人部屋  | 佐藤源太 | 16.6%  |
| 第5話                                                      | 7月31日        | イケナイ海岸物語 | 松田秀知 | 15.3%  |
| 第6話                                                      | 8月07日        | 大波乱の恋始まる | 都築淳一 | 14.7%  |
| 第7話                                                      | 8月14日        | 突然のベッドイン | 佐藤源太 | 14.7%  |
| 第8話                                                      | 8月21日        | オレは瑞稀が好き | 松田秀知 | 17.5%  |
| 第9話                                                      | 8月28日        | バレた!          | 松田秀知 | 18.2%  |
| 第10話                                                     | 9月04日        | オレにしとけよ!  | 佐藤源太 | 17.8%  |
| 第11話                                                     | 9月11日        | お前のために跳ぶ | 都築淳一 | 19.5%  |
| 最終話                                                     | 9月18日        | オレたちが守る!  | 松田秀知 | 21.0%  |
| 平均視聴率17.04%（視聴率は関東地区・ビデオリサーチ社調べ） |                |                  |          |        |

#### スペシャル
| 放送日         | サブタイトル              | 演出     | 視聴率 |
| -------------- | ------------------------- | -------- | ------ |
| 2008年10月12日 | 卒業式&7と1/2話スペシャル | 松田秀知 | 18.8%  |

- 最終話は前編・後編の2時間スペシャルであり、実質第12話・第13話に相当する。
- 瞬間最高視聴率は2007年9月18日22時11分に記録した23.1%で、桜咲学園祭の女装コンテストで佐野泉が瑞稀を抑えグランプリを獲得し、寮食堂で生徒が後夜祭へ向かうシーンで記録した。
- 2007年夏クールにおいて平均視聴率第1位の高視聴率を記録した。この枠で最高視聴率が20%を超えたのは『1リットルの涙』以来となり、クールごとでの平均1位は2004年夏クールの『WATER BOYS2』以来、3年振りとなる。

### 関連商品（2007年版）

#### 書籍（2007年版）

##### 写真集
- 『花ざかりの君たちへ メイキングブック』（ワニブックス、2007年9月12日、ISBN 978-4-8470-1739-1）

##### 小説版
- 『花ざかりの君たちへ イケメン♂パラダイス』（幻冬舎、2007年9月13日、ISBN 978-4-3440-1391-9）

#### CD（2007年版）
販売元はエイベックス・マーケティング・コミュニケーションズ
- 『花ざかりの君たちへ〜イケメン♂パラダイス〜 オリジナルサウンドトラック』（2007年9月5日、AVCD-23376）

#### DVD（2007年版）
販売元はポニーキャニオン
- 『花ざかりの君たちへ〜イケメン♂パラダイス〜（前編）』（2008年1月9日、PCBC-61121）
- 『花ざかりの君たちへ〜イケメン♂パラダイス〜（後編）』（2008年2月6日、PCBC-61122）
- 『花ざかりの君たちへ〜イケメン♂パラダイス〜卒業式&7と1/2話スペシャル』（2009年3月18日、PCBC-51451[注 18]）

### ドラマ枠
| フジテレビ 火曜21時台の連続ドラマ枠  | フジテレビ 火曜21時台の連続ドラマ枠                                 | フジテレビ 火曜21時台の連続ドラマ枠      |
| 前番組                               | 番組名                                                              | 次番組                                   |
| ------------------------------------ | ------------------------------------------------------------------- | ---------------------------------------- |
| 花嫁とパパ （2007.4.10 - 2007.6.26） | 花ざかりの君たちへ 〜イケメン♂パラダイス〜 （2007.7.3 - 2007.9.18） | 暴れん坊ママ （2007.10.16 - 2007.12.18） |

## 花ざかりの君たちへ（2011年版）
2007年7月クールに放送された『花ざかりの君たちへ〜イケメン♂パラダイス〜』のリメイク版として、『花ざかりの君たちへ〜イケメン☆パラダイス〜2011』が2011年7月10日から9月18日まで、フジテレビ系列のドラマチック・サンデー（日曜 21:00 - 21:54（JST））枠で放送された。初回は21:00 - 22:14（15分拡大）。主演は当時AKB48だった前田敦子で、チーフディレクターは前回のシリーズ同様、共同テレビの松田秀知が務めている。なお、ドラマチック・サンデー枠では唯一の漫画原作の作品となる。なお、奇しくも放送初回日は前田の誕生日でもあり、同日放送された『情熱大陸』で前田が取り上げられた際にもドラマの撮影風景が使われた。
平均視聴率は7.1%と、2007年版の17.04%や前番組の『マルモのおきて』の15.8%から大きく低下し、放送中には打ち切り説も取り沙汰された。

### キャスト（2011年版）

#### 桜咲学園（2011年版）

##### 第二寮（2011年版）
- 芦屋 瑞稀（あしやみずき） - 前田敦子（AKB48）
- 佐野 泉（さの いずみ） - 中村蒼
- 中津 秀一（なかつ しゅういち） - 三浦翔平
- 難波 南（なんば みなみ） - 桐山漣
- 関目 京悟（せきめ きょうご） - 山田親太朗
- 萱島 大樹（かやしま たいき） - 柳下大
- 中央 千里（なかお せんり） - 西井幸人
- 野江 伸二（のえ しんじ） - 鈴木勝大
- 桂 真史（かつら まさし） - 松島庄汰
- 淡路 圭介（あわじ けいすけ） - 間宮祥太朗
- 放出 光太（はなてん こうた） - 栗原吾郎

##### 第一寮（2011年版）
- 天王寺 恵（てんのうじ めぐみ） - 満島真之介
- 北花田 剛（きたはなだ つよし） - 前田公輝
- 熊取 仁（くまとり じん） - 堀井新太
- 清荒神 明（きよしこうじん あきら） - 山本涼介
- 武庫之荘 アンドリュー（むこのそう アンドリュー） - 安藤龍
- 高槻 昴（たかつき すばる） - 浅香航大
- 帯解 和希（おびとけ かずき） - 金井成大
- 守口 博人（もりぐち ひろと） - 小谷昌太郎
- 門真 将太郎（かどま しょうたろう） - 岡山智樹

##### 第三寮（2011年版）
- 姫島 正夫（ひめじま まさお、オスカー・M・姫島） - 徳山秀典（幼少期：中島凱斗、第7話）
- 八戸ノ里 伸広（やえのさと のぶひろ） - 宮島楠人
- 京終 山水（きょうばて さんすい） - 宝海大空
- 河内森 尚（かわちもり ひさし） - 上遠野太洸
- 百舌鳥 康（もず やすし） - 笠井しげ
- 平城山 左近（ならやま さこん） - 川原一馬
- 泉ヶ丘 秀晴（いずみがおか ひではる） - 岡崎和寛
- 南方 心（みなみかた しん） - けったろ[注 19]

##### 教員など
- 梅田 北斗（うめだ ほくと） - 斎藤工

養護教諭、難波の叔父。難波伊緒は姉。
- シェフ - 渡辺いっけい
- 樹 桜彦 - 石丸謙二郎（第2話・第3話・第6話 - 最終話）

学園長。さくらの長兄。

#### 桃郷学院（2011年版）
- 神楽坂 真言（かぐらざか まこと） - 佐藤祐基

生徒会会長。佐野のライバルで走高跳の選手。
- 大手町 亮（おおてまち りょう） - 遠藤要

生徒会副会長。
- 落合 信志（おちあい しんじ） - 岡山天音
- 九段下 武（くだんした たけし） - 戸塚純貴
- 葛西 豪（かさい ごう） - 神永圭佑
- 月島 潤（つきしま じゅん） - 大久保直樹
- 竹橋 豊（たけばし ゆたか） - 長倉正明

生徒会役員。
- 樹 桃雄 - 奥田達士（第2話・第3話・第6話 - 最終話）

学園長と理事長。さくらの次兄。

#### 聖ブロッサム女学院（2011年版）
- 岸里 樹理（きしのさと じゅり） - 柏木由紀（AKB48）[6]

生徒会副会長。
- 尼崎 カンナ（あまがさき カンナ） - 市川美織（AKB48）

天王寺の許嫁。
- 阿部野 エリカ（あべの エリカ） - 大場美奈（AKB48、第1話 - 第8話）※途中降板[7]
- 神戸 夢美（かんべ ゆめみ） - 永尾まりや（AKB48）
- 花屋敷 ひばり（はなやしき ひばり） - 岩佐真悠子（愛情出演、第7話・最終話）（幼少期：海宝真珠、第7話）

生徒会会長。姫島の幼なじみで永遠のライバル。留学中のフランス・パリから3年に1度のダンスパーティのために一時帰国した。
- ブロッサムガールズ - 若木萌、寺山葵、松本美咲、堀田理紗、栗咲寛子、高橋美帆、早瀬かな、柳河美穂、土谷春陽、葛西幸菜、下宮里穂子
- 樹 さくら - 若村麻由美（第2話・第3話・第6話 - 最終話）

学院長。

#### その他の登場人物（2011年版）
- 難波 伊緒（なんば いお） - 山本未來（第5話 - 第7話・最終話）

梅田の姉で難波の母親。銭湯「地上の楽園 おふろの王様」オーナー。
- 蒔田 高巳（まきた たかみ） - 阿部進之介（第5話 - 第6話）

「地上の楽園 おふろの王様」でバイトする大学生。初めから瑞稀を女と見ていて、佐野とケンカした瑞稀をドライブに連れ出し、襲おうとした。
- 烏丸 絹子（からすま きぬこ） - 東風万智子（第6話・第9話）

陸上専門誌の記者。半年ぶりに陸上界へ復帰した佐野に取材を申し込むが断られ、「近くにいるからこそ佐野の本質を切り撮ることが出来るかもしれない」と瑞稀に熱く語り撮影を依頼する。
- 中津 かの子（なかつ かのこ） - 濱田マリ（第8話 - 第10話・最終話）

中津の母親。桜咲学園の解体工事開始の知らせが届き、大阪から中津を連れ戻しに来た。
- 佐野 岳彦（さの たけひこ） - 鶴見辰吾（第8話・第9話）

佐野の父親、有名な走り高跳びの選手だった。桃郷学院陸上部の特別コーチに就任する。
- 佐野 森（さの しん） - 横倉拓哉（第8話・第9話）

佐野の弟。中学卒業後、桃郷学院陸上部に入部することが決まっている。

#### ゲスト
第1話
- 笹倉薫 - 芦田愛菜
- 笹倉友樹 - 鈴木福
- ムック - ミニチュア・シュナウザーのムック（声：岡亮[注 20]）

以上の3組は、本作の前番組『マルモのおきて』からの友情出演。3組の登場シーンには『マルモ - 』の主題歌『マル・マル・モリ・モリ!』（薫と友樹、たまにムック。）がBGMとして使用された。なお、『マルモ - 』の最終回（2011年7月3日放送）では前田・中村・三浦の3人が本作品の役名で特別ゲストとして出演した。『ドラマチック・サンデー』枠で旧作と新作の出演者が交互に出演するコラボレーションは、他のフジテレビ系ドラマも含めて史上初めての試みとなる。この出演は急遽決まったもので新聞でも取り上げられている。また、フジテレビ系ドラマでの相互出演は『いいひと。』（関西テレビ制作）と『ギフト』で草彅剛と木村拓哉（いずれもSMAP）が相互出演して以来約14年ぶりとなる。
第2話
- 山科 理香 - 岩田さゆり

佐野の中学時代の陸上部マネージャー。半年前、手袋を拾おうとして、車にはねられそうになったところを佐野がかばい、怪我をする。
第3話
- 田辺 可奈子 - 酒井彩名

難波の中学時代の家庭教師で元恋人。
- 難波が花屋の前でナンパした女子高生 - 指出瑞貴、鈴木もも、安倍花映

第4話
- 今池 こまり - 荒井萌

菜吾八高校2年生。中津が困っている子供を助けている姿を見て恋に落ちる。
- 風船を飛ばした男の子 - 溝口怜冴

第5話
- 神楽坂 珠美 - 秋月三佳

神楽坂の妹で佐野の熱狂的なファン。
第6話
- 八卦見 - 姜暢雄（愛情出演）[8][注 21]

第9話
- シェフの弟子 - 三中元克（特別出演）

『めちゃ×2イケてるッ!』とのコラボ企画による出演。
最終話
- 桜咲学園在校生 - ぽこた

### 主題歌（2011年版）
- AKB48「フライングゲット」（You, Be Cool!/KING RECORDS）

### スタッフ（2011年版）
- 脚本：山上ちはる、半澤律子
- 音楽：髙見優、河野伸
- 音楽協力：フジパシフィック音楽出版
- 企画統括：立松嗣章（フジテレビ）
- プロデューサー：後藤博幸（フジテレビ）、森安彩（共同テレビ）
- 演出：松田秀知、後藤庸介、都築淳一
- 制作：フジテレビ
- 製作著作：共同テレビ

### 放送日程（2011年版）
| 各話                                                     | 放送日         | サブタイトル                          | 脚本       | 演出     | 視聴率 |
| -------------------------------------------------------- | -------------- | ------------------------------------- | ---------- | -------- | ------ |
| 第1話                                                    | 2011年07月10日 | 新作で復活!! 崖っぷち男子校に女子乱入 | 山上ちはる | 松田秀知 | 10.1%  |
| 第2話                                                    | 7月17日        | 涙の告白                              | 半澤律子   | 松田秀知 | 06.0%  |
| 第3話                                                    | 7月24日        | 絆をつなぐリレー                      | 山上ちはる | 後藤庸介 | 07.9%  |
| 第4話                                                    | 7月31日        | お前が好きだ!!                        | 半澤律子   | 都築淳一 | 05.5%  |
| 第5話                                                    | 8月07日        | 絶体絶命                              | 山上ちはる | 松田秀知 | 07.5%  |
| 第6話                                                    | 8月14日        | 突然の旅立ち                          | 半澤律子   | 後藤庸介 | 06.2%  |
| 第7話                                                    | 8月21日        | 壊れた絆                              | 半澤律子   | 都築淳一 | 06.4%  |
| 第8話                                                    | 8月28日        | 一週間後、学園が取り壊される          | 山上ちはる | 松田秀知 | 06.7%  |
| 第9話                                                    | 9月04日        | めちゃイケと連動! バレた…             | 半澤律子   | 後藤庸介 | 06.4%  |
| 第10話                                                   | 9月11日        | お前は裏切り者だ                      | 半澤律子   | 都築淳一 | 06.9%  |
| 最終話                                                   | 9月18日        | ひとつになる瞬間                      | 半澤律子   | 松田秀知 | 07.3%  |
| 平均視聴率7.1%（視聴率は関東地区・ビデオリサーチ社調べ） |                |                                       |            |          |        |

### 原爆名Tシャツ問題
2011年8月7日放送の第5話において、前田敦子が演じる芦屋瑞稀が、背中に「LITTLE BOY」、正面に「FOOL ON THE HILL FRIENDS」とプリントされたTシャツを着用した。「LITTLE BOY」は太平洋戦争中の1945年8月6日、人類史上はじめて実戦で使われた原子爆弾のコードネーム「リトルボーイ」を連想させるものであるとされ、なおかつ放送日は広島原爆忌の翌日にあたることから、ドラマ放映中からネットで大きな波紋を呼んだ。同時に正面の正面にプリントされた「FOOL ON THE HILL」も「島国の愚か者達に原爆を」と解釈された。
折しもフジテレビの韓流偏向を疑う人々によるデモが企画されるなどされていた時期でもあり、実際にはTシャツとデモは別問題であるものの、双方への批判を互いに煽る形となった。
広島県には「不謹慎だ」とするメールや電話などが約130件、広島市にも約150件あったという。2011年9月8日にフジテレビで放映された別のドラマ『それでも、生きてゆく』で日本人を侮蔑するJAP18とタイトルされた雑誌が放映されたため意図的なものであったのではないかともささやかれている。
2011年8月10日、広島県はこの件でフジテレビに対し、正式に配慮の申し入れを行った。
時事通信の報道によると、フジテレビは広島県に対し、「不快な思いをさせたことは遺憾に思う。今後は誤解を招かないように番組制作に取り組んでいく」と回答したという。
J-CASTニュースの取材によると、当Tシャツのメーカーは「LITTLE BOY」はThe Beatlesの楽曲である「Little Child」と「This Boy」、「FOOL ON THE HILL FRIENDS」は同じくThe Beatlesの楽曲「The Fool On The Hill」からイメージして作ったとコメントしている。

### 関連商品（2011年版）

#### 書籍（2011年版）
ガイドブック
- 『花ざかりの君たちへ 〜イケメン☆パラダイス〜2011 公式コンプリートガイド』（白泉社、2011年9月15日、ISBN 978-4-5921-9829-1）

#### CD（2011年版）
販売元はポニーキャニオン
- 『「花ざかりの君たちへ 〜イケメンパラダイス〜2011」 オリジナル・サウンドトラック』（2011年9月7日、PCCR-00527）

#### DVD（2011年版）
販売元はポニーキャニオン
- 『花ざかりの君たちへ 〜イケメン☆パラダイス〜2011 DVD-BOX』（2011年12月28日、PCBC-61685）

#### Blu-ray
販売元はポニーキャニオン
- 『花ざかりの君たちへ 〜イケメン☆パラダイス〜 2011 BD-BOX』（2011年12月28日、PCXC-60011）

| フジテレビ ドラマチック・サンデー（日曜21時台の連続ドラマ枠） | フジテレビ ドラマチック・サンデー（日曜21時台の連続ドラマ枠）            | フジテレビ ドラマチック・サンデー（日曜21時台の連続ドラマ枠） |
| 前番組                                                        | 番組名                                                                   | 次番組                                                        |
| ------------------------------------------------------------- | ------------------------------------------------------------------------ | ------------------------------------------------------------- |
| マルモのおきて （2011.4.24 - 2011.7.3）                       | 花ざかりの君たちへ 〜イケメン☆パラダイス〜2011 （2011.7.10 - 2011.9.18） | 僕とスターの99日 （2011.10.23 - 2011.12.25）                  |

## 花ざかりの君たちへ（台湾ドラマ版）
台湾でも漫画版を原作にドラマが制作され、2006年11月19日から2007年3月4日まで『花樣少年少女』のタイトルで放送された（八大電視台制作・中華電視公司と八大電視台にて放送）。2006年度（1月 - 12月）北京語ドラマ最高視聴率と平均視聴率で1位を獲得している。台湾では元々『偷偷愛著你（直訳：忍んであなたを愛している）』というタイトルでコミックスが発売されていたが、ドラマ化に当たり、既に同タイトルのドラマがあったために『花樣少年少女』に改題され、同時にコミックスの方も改名された。舞台になっているのは「櫻開學院」という名の学校だが、台湾のドラマ事情に合わせ高校ではなく大学になっている。
日本では『花ざかりの君たちへ〜花樣少年少女〜』のタイトルで、関西テレビ（フジテレビ系列）では2008年3月3日から7月21日まで月曜深夜に、中京テレビ（日本テレビ系列）では2008年3月31日から8月11日まで月曜深夜に、TOKYO MX（全国独立放送協議会）では2008年4月2日から8月13日まで水曜夜に、熊本朝日放送（テレビ朝日系列）では2008年6月14日から11月15日まで土曜深夜に、テレビユー山形（TBS系列）では2008年6月24日から11月11日まで火曜深夜に順次吹き替え版が放送された（全20話）。また、BS日テレでは2008年9月18日から2009年2月12日まで木曜夜に日本語字幕版が放送された（全21話）。

### キャスト（台湾ドラマ版）
| 台湾版役名                   | 日本版役名 | 俳優                   | 吹替     |
| ---------------------------- | ---------- | ---------------------- | -------- |
| 盧瑞莃（ルー・ルイシー）     | 芦屋瑞稀   | Ella（S.H.E）          | 水沢史絵 |
| 左以泉（ツオ・イーチュアン） | 佐野泉     | 呉尊（当時：飛輪海）   | 浪川大輔 |
| 金秀尹（チン・シウイー）     | 中津秀一   | 汪東城（当時：飛輪海） | 阪口周平 |
| 梁思南                       | 難波南     | 唐禹哲                 | 野島裕史 |
| 梅田（メイ・ティエン）       | 梅田北斗   | 唐治平                 | 岩田翼   |
| 元秋葉（ユアン・シュウイエ） | 原秋葉     | Duncan                 | 木下尚紀 |
| 盧靜莃                       | 芦屋静稀   | 林俊傑                 | 平川大輔 |
| 申樂                         | 神楽坂真言 | 阮經天                 | 三戸崇史 |
| 關日輝（クアン・リーフイ）   | 関目京悟   | 謝正浩                 | 梯篤司   |
| 江野伸                       | 野江伸二   | 陳文翔                 | 前野智昭 |
| 司馬樹（ツーマー・シュー）   | 萱島大樹   | 謝和弦                 | 中村俊洋 |

### 主題歌（台湾ドラマ版）
- オープニングソング：S.H.E「怎麼辦」
- エンディングソング：TANK「專屬天使」

### サブタイトル（台湾ドラマ版）
| 話数             | タイトル             |
| ---------------- | -------------------- |
| 第1話            | お友達になって下さい |
| 第2話            | 例の答え             |
| 第3話            | 仲良し復活大作戦     |
| 第4話            | 勇気の素             |
| 第5話            | たかがキスなのに     |
| 第6話            | 俺のために跳ぶ       |
| 第7話            | 夏休みってのは…      |
| 第8話            | 理性を失った男       |
| 第9話            | すごくリアルな夢     |
| 第10話           | 抱きしめてもイイ?    |
| 第11話           | 瑞稀が危ない         |
| 第12話           | 何て言ったの?        |
| 第13話           | 恋する少年           |
| 第14話           | めっちゃ 好きやねん! |
| 第15話           | 恋人同士なの         |
| 字幕版           |                      |
| 第16話           | ここは男湯だぞ?      |
| 第17話           | あんたに話がある     |
| 第18話           | オレはやってへん     |
| 第19話           | キケンなカメラマン   |
| 第20話           | 心のサイン           |
| 第21話（最終話） | さよなら…桜咲学園    |
| 吹き替え版       |                      |
| 第16話           | ここは男湯だぞ?      |
| 第17話           | 今のままがいい…      |
| 第18話           | オレはやってへん     |
| 第19話           | キケンなカメラマン   |
| 第20話（最終話） | さよなら…桜咲学園    |

### 関連商品（台湾ドラマ版）

#### オリジナル・サウンドトラック（台湾ドラマ版）
販売元はHIM
- 花樣少年少女 ORIGINAL SOUNDTRACK（2006年12月5日、HIM2065A1）

CD
1. 怎麼辦（What Should I Do?） / S.H.E（オープニングソング）
2. 專屬天使（Special Angel） / TANK（エンディングソング）
3. 超喜歡你（I Really, Really Like You） / 飛輪海
4. 懂了（Understood） / TANK
5. 我一直都在（I'm Always There） / 林稷安、程于倫
6. 傻傻的勇氣（Foolish Courage） / 楊子楱（VENK）
7. 謝謝愛（Thank You, Love） / 花園精靈（Sister Garden）
8. 天使的擁抱（Angel's Embrace） - 演奏曲
9. 偷偷愛（Forbidden Love） - 演奏曲
10. 天使之泉（Angelic Fountain） - 演奏曲
11. 完蛋了（Done For） - 演奏曲
12. 幻想（Fantasy） - 演奏曲
13. Thanks to love - 演奏曲
14. 愛到瘋狂（Mad Love） - 演奏曲
15. 期待（Expectation） - 演奏曲
16. 比超人還超喜歡你（Compared to Superman, I Still Love You） - 演奏曲

DVD
1. 怎麼辦（What Should I Do?）MV / S.H.E.
2. 超喜歡你（I Really, Really Like You）MV / 飛輪海
3. 花樣少年少女メイキング映像＆怎麼辦（What Should I Do?）MV舞台裏映像

#### DVD-BOX
販売元はポニーキャニオン
- 「花ざかりの君たちへ〜花樣少年少女〜DVD-BOX I」（2008年6月4日、PCBE-62848（プレミアム版）、PCBE-62849（通常版））
- 「花ざかりの君たちへ〜花樣少年少女〜DVD-BOX II」（2008年7月2日、PCBE-62850）

| BS日テレ 木曜21時台の連続ドラマ枠         | BS日テレ 木曜21時台の連続ドラマ枠                            | BS日テレ 木曜21時台の連続ドラマ枠                    |
| 前番組                                    | 番組名                                                       | 次番組                                               |
| ----------------------------------------- | ------------------------------------------------------------ | ---------------------------------------------------- |
| ろまんす五段活用 （2008.5.1 - 2008.9.11） | 花ざかりの君たちへ〜花樣少年少女〜 （2008.9.18 - 2009.2.12） | スウィートラブ・シューター （2009.2.19 - 2009.8.13） |

## 花ざかりの君たちへ（韓国ドラマ版）
韓国のSBSで2012年8月15日から10月4日まで『아름다운 그대에게』のタイトルで放送された。ソルリが主演。
日本では『花ざかりの君たちへ For You Full Blossom』のタイトルで、DATV、WOWOWプライムでは2013年7月31日から11月13日まで水曜夜に、TOKYO MXでは2014年2月17日から6月2日まで月曜昼過ぎに、BS11では2014年4月28日から8月11日まで月曜夜に、tvkでは2015年11月4日から2016年2月24日まで水曜夕方に放送された。全16話。

### キャスト（韓国ドラマ版）
| 韓国版役名       | 日本版役名 | 俳優                     | 吹替         |
| ---------------- | ---------- | ------------------------ | ------------ |
| ク・ジェヒ       | 芦屋瑞稀   | ソルリ（当時：f(x)）     | うえだ星子   |
| カン・テジュン   | 佐野泉     | ミンホ（SHINee）         | 佐藤拓也     |
| チャ・ウンギョル | 中津秀一   | イ・ヒョヌ               | 成家義哉     |
| ソル・ハンナ     | 山科理香   | キム・ジウォン           | 中司ゆう花   |
| ソン・ジョンミン | 中央千里   | ファン・グァンヒ（ZE:A） | 朝比奈拓見   |
| チャン・ミヌ     | 梅田北斗   | キ・テヨン               | 茂木たかまさ |
| ミン・ヒョンジェ | 神楽坂真言 | カン・ハヌル             | 星野健一     |
| ハ・スンニ       | 難波南     | ソ・ジュニョン           | たなかこころ |

### サブタイトル（韓国ドラマ版）
| 話数             | タイトル                 |
| ---------------- | ------------------------ |
| 第1話            | パラダイスへようこそ     |
| 第2話            | オトコ？オンナ？         |
| 第3話            | ドキドキウィークエンド   |
| 第4話            | お兄ちゃん襲来！         |
| 第5話            | もう一度跳ぶために       |
| 第6話            | ミスコン大作戦           |
| 第7話            | 恋敵とのルームシェア！？ |
| 第8話            | 恋のサバイバルキャンプ   |
| 第9話            | 新ライバルは初恋の人！？ |
| 第10話           | 嵐を呼ぶ女の勘           |
| 第11話           | 大型カップル誕生！？     |
| 第12話           | 告白は正々堂々！         |
| 第13話           | しのびよる危機           |
| 第14話           | 思い出のデートコース     |
| 第15話           | 恋のエピローグ           |
| 第16話（最終話） | さよなら、パラダイス     |

### 関連商品（韓国ドラマ版）

#### オリジナル・サウンドトラック（韓国ドラマ版）
販売元はSMエンタテインメント
- 花ざかりの君たちへ（美しい君へ）Original Soundtrack（2012年9月26日、SMK0209）

CD
1. Butterfly / ジェシカ＆クリスタル
2. 起きて（일어나、Stand Up） / J-Min
3. 私だよ（나야、It's Me） / サニー＆ルナ
4. In Your Eyes / オンユ
5. 美しい君に（아름다운 그대에게、Rise & Shine） / キュヒョン＆ティファニー
6. SKY / Super Junior-K.R.Y.
7. 近くへ（가까이、Closer） / テヨン
8. もしかしたら私たちは（어쩌면 우린、Maybe We…） / ダナ
9. 君のことだよ（너란 말야、U） / テミン
10. Butterfly（Acoustic Ver.） / ジェシカ＆クリスタル
11. Road to Winning / Various Artists
12. The Flying Boy / Various Artists
13. I'm a Transfer / Various Artists
14. Love is All Around / Various Artists
15. Love, Love, Love / Various Artists
16. Oh! Lovely Day / Various Artists
17. My Mom's Memories / Various Artists
18. The Day / Various Artists
19. Windows of My Eyes / Various Artists
20. Nervous Dream / Various Artists
21. Fallen Angel / Various Artists
22. One Fine Day / Various Artists
23. One Somber Day / Various Artists
24. Good Man / Various Artists
25. Stay Forever / Various Artists

#### DVD（韓国ドラマ版）
販売元はエイベックス・ピクチャーズ
- 「花ざかりの君たちへ For You In Full Blossom DVD BOX I & II」（2013年7月17日、AVBF-62380 - 62384 / AVBF-62385 - 62389）
- 「メイキング・オブ・花ざかりの君たちへ For You In Full Blossom」（2013年11月20日、AVBF-62981 - 62982）

| BS11 月曜22時台の連続ドラマ枠                   | BS11 月曜22時台の連続ドラマ枠                                        | BS11 月曜22時台の連続ドラマ枠 |
| 前番組                                          | 番組名                                                               | 次番組 |
| ----------------------------------------------- | -------------------------------------------------------------------- | --- |
| 愛もお金になりますか? （2013.12.2 - 2014.4.21） | 花ざかりの君たちへ For You In Full Blossom （2014.4.28 - 2014.8.11） | モンスター〜私だけのラブスター〜 （2014.8.18 - 2014.9.1、 出演者の不祥事により放送中止）No Limit〜地面にヘディング〜 （2014.9.8 - 2014.12.22） |

## 原作とドラマ版の設定上の違い
- 日本版テレビドラマは、桜咲学園がイケメンぞろいの学校という設定であり、2007年版では後述のとおり男子生徒たち（瑞稀は例外）の多くは、「〜系イケメン」という通称を持っている。さらに、2011年版では桜咲学園が3ヶ月後に廃校になる設定になっていたが、最終的には廃校撤回となる。
- 原作と多少異なる企画、行事（マラソン大会など）が開催されているが、逆に修学旅行などが描かれていない[注 23]。また、原作にない事件、出来事が起きたりしている。
- 瑞稀の在学期間などの設定が、原作は2年間に対し2007年版は半年間、2011年版は3ヶ月間に変更されている[注 24]。
- 原作では各寮ごとに違うクラスだったが、ドラマは他の寮と一緒である。
- ドラマでは登場しないキャラクターが多いが、代わりに原作には登場しないキャラクター（校長、サブキャラクターの生徒など）が多数追加されている。そのキャラクターの名前は原作の時と同様地名駅名に由来していることが多い。
- 原作では第1寮は主に運動部の生徒の寮で第2寮は運動部・文化部・帰宅部の混合の生徒の寮だが、ドラマでは第1寮は武道系の生徒の寮で第2寮は運動部の生徒の寮となっている。

## 原作とドラマ版のキャラクターの違い

### 第二寮（キャラクターの違い）
日本版テレビドラマでは運動部の生徒の寮となっている。
芦屋 瑞稀
2007年版では原作以上に男らしい口調で話している。通称『秘密系イケ・メン?』。
原作と台湾ドラマ版、2011年版では退学という形になるが、2007年版では卒業証書授与されており、2007年版スペシャルの3寮長の卒業式には特別に桜咲学園へ来ていた。
佐野 泉
2007年版では原作以上につかみどころのない性格で、以前はピアスをしていたりと悪ぶった面も見せていた。通称『セクシー系イケメン』。
原作と台湾ドラマ版、2011年版では佐野が高飛びを辞めるきっかけは中学時のマネージャーをかばったことが原因だが、2007年版ではアメリカでの合宿にて瑞稀を助けて怪我をしたことが原因となっている。
韓国ドラマ版では高飛びの選手である傍ら、タレント活動もしている。
中津 秀一
日本版テレビドラマでは関西弁ではなく標準語で話している（台湾ドラマ版の日本語吹き替えでは原作同様、関西弁で話している）。ただし、2011年版の最終回にて、瑞稀に送った色紙のメッセージは関西弁だった。生地については2007年版では公表されなかったが、2007年版スペシャルで原作と同様大阪出身であることが公表された。なお、2011年版では本編で明かされた。
原作では佐野のことを「泉」と呼んでいるが、2007年版と2011年版の初期は「佐野」と呼んでいるほか、初期のころは佐野と仲が悪かった。また、第1話では瑞稀にも嫌がらせなどをしていたが、第2話以降は正式に友達となっており、瑞稀を好きになったのもミスター桜咲コンテストとなっている。母親はかなりの喋り好きで、中津曰く“マシンガントーク”。通称『ムードメーカー系イケメン』。
台湾ドラマ版では最終的にジュリアのことを好きになる。
難波 南
2007年版ではスペシャルでジュリアにアプローチをかけている。ダンスパーティーでは中央とペアになっており、運悪くアクシデントで彼にキスをしてしまった。通称『ワイルド系イケメン』。
韓国ドラマ版では体操選手の山科理香のファンとなっているが、彼女には相手にされていない。
萱島 大樹
2007年版では原作よりも明るく、ノリの良い性格となっており、手にオーラを漂わせている。最終話にはなぜか岸里樹里とカップルになる。通称『不思議系イケメン』。
中央 千里
2007年版では原作よりも明るく、ノリの良い性格となっており、口調も原作より男らしくなっている。南が学園で浮いていた自分を優しくしていたので好きになったというエピソードがある。通称『美少年系イケメン』。
韓国ドラマ版では想い人が中津となっており、瑞稀のことが気に入らない原因の一つとなっている。
関目 京悟
2007年版では瑞稀の最初の友達である。名前を間違えられたりとヘタレ扱いされていることが多い。また、ブロッサム学園の阿倍野エリカの彼氏になっている。原作では跳ねた髪をしているが、髪型が回を重ねるごとに変化している。通称『（自称）知的イケメン』。
原作と2011年版では眼鏡をかけているが、台湾ドラマ版や2007年版ではかけていない。
野江 伸二
2007年版ではサブキャラクターとなっており、原作より影が薄い。しかし嘘発見器を作るなど、かなり高技術なところがある。通称『フレンドリー系イケメン』。
嵯峨 和真
2011年版と台湾ドラマ版では登場しない。2007年版では第二寮の生徒で、サッカー部の部長となっている。いつも中津とつるむ教室の盛り上げ役で、バイブルは『キャプテン翼』。中津同様フレンドリーさが人気で、ランキングでは常に上位に食い込む。通称『翼くん系、さわやか系イケメン』。

### 第一寮（キャラクターの違い）
主に武道系の生徒の寮。2007年版では寮長を含む寮生全員が柔道着を着用している。
天王寺 恵
2007年版では間抜けな面が目立ち、いつも「ベイベー」という謎の掛け声を発している。原作とは違い、普段は空手部の後輩の部員たちにはあまり慕われておらず、度々反乱を起こされていた。通称『体育会系イケメン』。
九条 威月
日本版テレビドラマでは2作とも登場しないが、台湾ドラマ版では登場する。
門真 将太郎
2007年版では登場しない。2011年版では登場するが、九条が存在しないため彼に憧れているという設定は無く、語尾に「〜ッス」と付けることも無い。
北花田 剛
2007年版では設定が異なるほか、名前も北花田航平に変更されている。天王寺の腰巾着的存在の第1寮の落ちこぼれ組で、苦労するのは嫌なので、同じく腰巾着であるドラマ版オリジナルキャラの大国町光臣とつるんで悪知恵を働かせ、うまくやろうとする非道なキャラになっている。通称『世渡り系イケメン』。
2011年版では原作どおりの名前に戻っている。

### 第三寮（キャラクターの違い）
主に文化部の生徒の寮。2007年版では八尾を除く寮生全員がマントを羽織っている。
姫島 正夫
ドラマ版（特に2007年版）では原作以上に個性が凄まじく強烈的な性格で、2007年版では萱島のお祓いなど、様々な原因でよく幽霊に憑依されて多種多様なキャラに変貌してしまっている。2007年版では原作以上にひばりと張り合ったり、つるむ場面が多いが、腕っ節は彼女より劣っている。通称『ベルバラ系イケメン』。
ちなみに演じた役者は2011年版にも怪しい占い師役で登場し、2011年版の姫島と絡んだ。
八尾 誠一郎
2007年版では名前が八尾光に変更されており、一人だけマントを羽織っておらず、実は楽器演奏はできない。姫島の右腕的存在としてこき使われ、性格も大人しめの原作版とは異なり、カンニングを疑われた際に中津を攻めるなど、他の寮生を下に見ているやや厭味なキャラになっている。通称『丘ロッカー系イケメン』。
台湾ドラマ版と2011年版では登場しない。
河内森 尚
2007年版と台湾ドラマ版では登場しない。

### 聖ブロッサム女学院（キャラクターの違い）
2007年版では桜咲学園に快適なスクールライフを送ってもらうために支援する学校となっている。台湾ドラマ版では梅田里緒以外登場しない。
梅田 里緒
日本版テレビドラマでは2作共に登場しないが、台湾ドラマ版では登場する。
花屋敷 ひばり
台湾ドラマ版では登場しない。
2007年版では原作以上に個性が凄まじく強烈な性格で、カンナ、エリカ、樹里、こまりの4人を「ひばり4」として取り巻きにして行動している。また、2007年版では佐野に想いを寄せており、彼のことを「様」付けで呼んでいる。佐野の追っ掛けをするミーハーな性格となっており、瑞稀をライバル視している。後に佐野が瑞稀のことが好きだと知り失恋するが、最終話には姫島正夫とカップル(?)に。
2011年版では海外留学しており、ダンスパーティーの際に帰国した。こちらでは原作と同じ設定で、姫島とは犬猿の中で瑞稀を気に入っているお嬢様。ちなみに演じる女優が唯一2007年版と同じである。
岸里 樹里
日本版テレビドラマでの表記は「岸里樹理」。
2007年版は原作と性格・設定が異なり、独特な口調で話す。こまりの発言に「お黙りこまり!」と言うことが多い。最終話には萱島の彼女となる。
2011年版ではひばりの留守を預かる立場になっており、佐野に想いを寄せる、佐野が何かと気にかける瑞稀のことが気に入らないなど、2007年版におけるひばりのキャラや立ち位置を世襲している。
尼崎 カンナ
2007年版では普通の口調で話しており、今池こまりの教育係だが、こまりのストレートな発言にいつもドキドキしていた。許嫁である天王寺を一途に想う純粋な性格だが、舞踏会において第一寮の反乱騒動に巻き込まれた際に、天王寺に痛烈な平手打ちを浴びせるなど、過激な一面も見せる。
2011年版では原作に近い、内気で礼儀正しい口調の性格になっている。
阿倍野 エリカ
2007年版では『機動戦士ガンダム』シリーズのキャラクターのシャア・アズナブルがタイプの男性らしく、シャアのコスプレをした関目とカップルとなる。しかし、関目の名前をちゃんと呼ぼうとしない。
神戸 夢美
2007年版と台湾ドラマ版では登場しない。

### 梅田家
梅田 北斗
原作では27歳だが、2007年版では37歳になっている。2007年版では秋葉が女性の設定に変更されたため、恋人関係だった秋葉とトラブルで別れ、男に走った設定となった。秋葉と恋人関係だったことを話されることを嫌うため、秋葉が触れたものに除菌をするなどして嫌っていた。
原作と2011年版では眼鏡をかけているが、2007年版、台湾ドラマ版、韓国ドラマ版ではかけていない。
難波 伊緒
日本版テレビドラマでは海の家を経営しているが、設定などが多少異なる。

### 他校の生徒
佐野 森
日本版テレビドラマでは設定や性格が少し異なる。2007年版第4話において桃郷学院で再会した兄・泉を殴るなどかなりキツめの性格だった。また、日本版テレビドラマでは共に瑞稀や神楽坂とはほとんど面識はなく、中津とは面識はない。
神楽坂 真言
2007年版では性格や設定が少し異なり、酔った佐野にキスをされたことから彼に同性愛感情を抱いてしまう。中津と犬猿の仲という設定も無い。通称『ライバル系イケメン』。
原作や2011年版では妹の珠実が登場しているが、2007年版では登場しない。
今池 こまり
2007年版では聖ブロッサム女学院の1年生。「ひばり4」の一員にして、ひばりの突っ込み役となっており、突っ込むとみんなから「お黙りこまり!」と言われる。破局してもまだ中津のことを諦めていない様子である。
2011年版では原作と同様に菜吾八高校の女生徒で、第4話のみのゲストキャラクターだった。
山科 理香
2007年版では登場しない。
韓国ドラマ版ではメインキャラとなっており、佐野と同じタレント事務所に所属する体操のスター選手という設定。佐野に想いを寄せており、佐野が何かと気にかける瑞稀が気に入らないなど、日本ドラマ版のひばりや岸里のようなポジションとなっている。

### 瑞稀の関係者
原 秋葉
2007年版では女性となっており、2007年版では登場しない烏丸絹子の役割も兼ねている。北斗の恋人だったが、あるトラブルで別れ、北斗は男に走ったらしい。実は桜咲学園の校長の妹である。年齢は29歳だが、年のことを言われるのを嫌う。
ジュリア・マックスウェル
2007年版スペシャルでは基本的に標準語で話しているほか、静稀と同様に瑞稀をアメリカに連れ戻そうとしていた。また、留学ではなく単に日本に滞在しただけだった。
烏丸 絹子
2007年版では登場しない。台湾ドラマ版と2011年版では登場する。
芦屋 静稀
2007年版では瑞稀の同母兄に設定変更されたため、生粋の日本人になっており、名前も芦屋静稀に変更された。

### その他の登場人物（キャラクターの違い）
田辺 可南子
2011年版では「田辺可奈子」表記。
2007年版第5話および2011年版第3話に登場する。会社の上司と結婚することを難波に打ち明け、後に結婚している。
中津 かの子
台湾ドラマ版では登場しないが、2007年版スペシャルおよび2011年版で登場した。ドラマ版では息子の秀一は標準語で話しているが、彼女は原作と同じく関西弁で話している。
蒔田
2007年版では登場しない。